# Лукьяновское еврейское кладбище
Лукья́новское евре́йское кла́дбище — еврейское кладбище в Киеве, на Лукьяновке, сейчас практически утрачено.

## История кладбища
Еврейское кладбище на тогдашней окраине Киева — Лукьяновке — было открыто в 1894 году, на пространстве между современной улицей Юрия Ильенко и урочищем Репьяхов яр. Этот обширный некрополь занимал площадь свыше 25 га. Его окружала капитальная стена с арочными воротами. На территории кладбища располагалось кирпичное здание конторы, помещение для отпевания, другие ритуальные сооружения (архитектор — Владимир Николаев). Здесь были похоронены десятки тысяч евреев. Среди разнообразных захоронений выделялся фамильный склеп знаменитых сахарозаводчиков Бродских, здесь же покоились лидер киевских сионистов доктор Макс-Эммануил Мандельштамм (впоследствии прах перенесен на Берковецкое кладбище), адвокат Александр Гольденвейзер, несколько еврейских праведников — цадиков, главный раввин Киева Вайсблат, Нухим Янкелевич,  жертвы еврейского погрома в Киеве 1905 года. К еврейскому кладбищу с запада прилегал небольшой некрополь караимов.
В 1937 году кладбище было закрыто для захоронений; часть стены к тому времени разобрали на кирпич, заменив деревянным забором. Во время нацистской оккупации многие могилы были разрушены и осквернены. В августе-сентябре 1943 года сотни каменных надгробий использовали для сооружения костров, на которых сжигались тела убитых в Бабьем Яру.
Ещё более варварскому разрушению кладбище подверглось в конце 1950-х годов. Писатель Виктор Некрасов свидетельствовал:

Я иду по тенистой аллее. Тихо, пустынно, шуршат под ногами листья. А кругом… Кругом тысячи, десятки тысяч поверженных, разбитых, исковерканных памятников… Старое еврейское кладбище… Сворачиваю в другую аллею, третью, четвертую… Та же картина. Многотонные гранитные, мраморные памятники в пыли, в осколках. Маленькие овальные портреты разбиты ударом камня… В мавзолеях, склепах содран мрамор, на стенах надписи — лучше не читать… Известно, что немцы в порыве слепой злобы уничтожили центральную аллею. На остальные не хватило сил и желания. Остальное совершено потом. Кем? Никто не знает или молчат.
С 1958 года ряд захоронений с разоренного Лукьяновского еврейского кладбища был перенесен на северо-западную окраину города — Берковецкое городское кладбище. В 1962 году горисполком официально постановил уничтожить крупнейший еврейский некрополь. Стену окончательно разобрали (остался только фрагмент), ритуальные помещения были снесены, большая часть захоронений погибла, а надгробия уничтожены или разграблены. В редких случаях осуществлялось перемещение праха за границу (так было с захоронением основателя партии Поалей-Цион Бера Борохова, которое с 1963 года находится в Израиле).
К нынешнему времени на территории Лукьяновского еврейского кладбища построен небоскрёб нового телевизионного аппаратно-студийного комплекса; на месте караимского кладбища действует спортивный комплекс. От огромного количества захоронений осталось несколько поврежденных надгробий недалеко от памятника «Менора». Еврейская община Сан-Франциско (США) предоставила средства для обнесения их в 1994 году символической оградой.

В бывшем помещении кладбищенской конторы (ныне ул. Мельникова, 44) устроена база для хоккеистов.

## Список похороненных
- Лазарь Бродский
- Александр Гольденвейзер
- Вайсблат, Нухим Янкелевич
- Макс Мандельштам[2]